# Richbod
Richbod, auch Rîchbôdô († 1. Oktober 804 in Trier), war ab 784 Abt des Klosters Lorsch und ab 791/92 zusätzlich Bischof des Bistums Trier sowie damit auch Vorsteher der Abtei Mettlach.

## Leben
Über Richbods Herkunft und frühe Jahre sind keine Quellen bekannt. Diskutiert wird eine Erwähnung in einem Urkundenbuch unter dem 3. März 773 und darauf basierend auch eine mögliche Herkunft im Wonnegau oder im  Nahegau, erstmals sicher belegt ist Richbod ab 774, im Zusammenhang mit der Kirchweihe im Kloster Lorsch, letztmals im Jahr 778 als Mönch des Klosters, der Urkunden schrieb. 782 weilte er am Hofe Karls des Großen, wo er auf den Gelehrten Alkuin (735–804) traf, dessen Schüler er wurde.
784 folgte er Helmerich als vierter Abt des Klosters Lorsch, wobei unklar ist, ob er vom Konvent gewählt oder durch Karl eingesetzt wurde. Während seines Abbatiats wurde die Klosteranlage umfangreich umgebaut, vergrößert und verschönert. Er ließ das Klostergelände durch eine Mauer einfassen, verlegte die Klausurgebäude auf die Südseite der Klosterkirche, veranlasste den Bau der dem heiligen Stephanus geweihten Ecclesia Triplex, ließ die Klosterschranke um den Reliquienschrein des Nazarius mit Gold und Silber reich verzieren und den Boden vor dem Altar mit buntem Marmor belegen. Unter seiner Ägide verzeichnete die Bibliothek ihren größten Zuwachs und das Skriptorium entwickelte sich zu einem der produktivsten seiner Zeit. Nach dem Tode Wiomads Ende 791 übernahm er (spätestens 794) zusätzlich dessen Bischofsstuhl in Trier.
Mit seiner auf der Antike fußenden Bildung gehörte Richbod zu den Vertretern der „karolingischen Renaissance“. Aus der Zeit zwischen 791/792 und 796/800 sind vier Briefe von Alkuin an Richbod erhalten. In den Briefen gibt Alkuin ihm den Namen Makarius (evtl. in Bezug auf Makarios I.) und nennt sich selbst in Anlehnung an Horaz Flaccus (Karl den Große ist bei Alkuin David, Einhard ist Bezalel, Angilbert ist Homer und Beornrad von Sens ist Samuel). Alkuin hat seinen Schüler wegen dessen Vorliebe für den römischen Dichter Vergil geneckt, das Werk Aeneis kenne er besser als die Evangelien, war jedoch von Richbods Gelehrsamkeit und Rechtgläubigkeit überzeugt.
Als vier Jahre nach der Synode von Frankfurt 794 erneut der Glaubensstreit mit Vertretern der Lehre des Adoptianismus aufkam, veranlasste Alkuin, dass auch Richbod ein Exemplar einer Streitschrift des katalanischen Bischofs Felix von Urgell, dem Hauptvertreter dieser auf der Synode als Häresie verurteilten Lehre, erhielt, um eine Widerlegung zu verfassen. Es ist nicht bekannt, ob Richbod diesem Aufruf folgte. Weitere Empfänger waren Paulinus II. von Aquileia und Theodulf von Orléans. Vom Wirken Richbods in den Abteien und im Erzstift Trier ist wenig bekannt, selbst das Jahr der Investitur als Bischof von Trier ist unklar. Er soll dort unter anderem den Bau einer dreischiffigen Kirche veranlasst haben, auch eine Beteiligung am Aachener Pfalzbau wird diskutiert.
Richbod starb am 1. Oktober 804 in Trier, nur wenige Monate nach seinem Lehrer Alkuin. Er wurde im Kloster Lorsch begraben.
Der älteren Forschung galt Richbod als Autor der Lorscher Annalen, ab 785 in Lorsch und ab 791 in Trier. Seine direkte Autorenschaft wird mittlerweile stark angezweifelt. Allerdings ist eine inhaltliche Mitarbeit dank Richbods Nähe zum Königshof nicht unwahrscheinlich.
Gundolf Keil schlug Richbod als Verfasser der berühmten „Rechtfertigung der Heilkunde“ im Lorscher Arzneibuch (um 800) vor, was von Walter Berschin und Klaus-Dietrich Fischer kritisch gesehen wird. Weder ist Lorsch als Entstehungsort der „Rechtfertigung“ gesichert, noch eine Abfassung dieser und des ganzen Arzneibuches zur Lebenszeit von Richbod.